# Box Office Poison

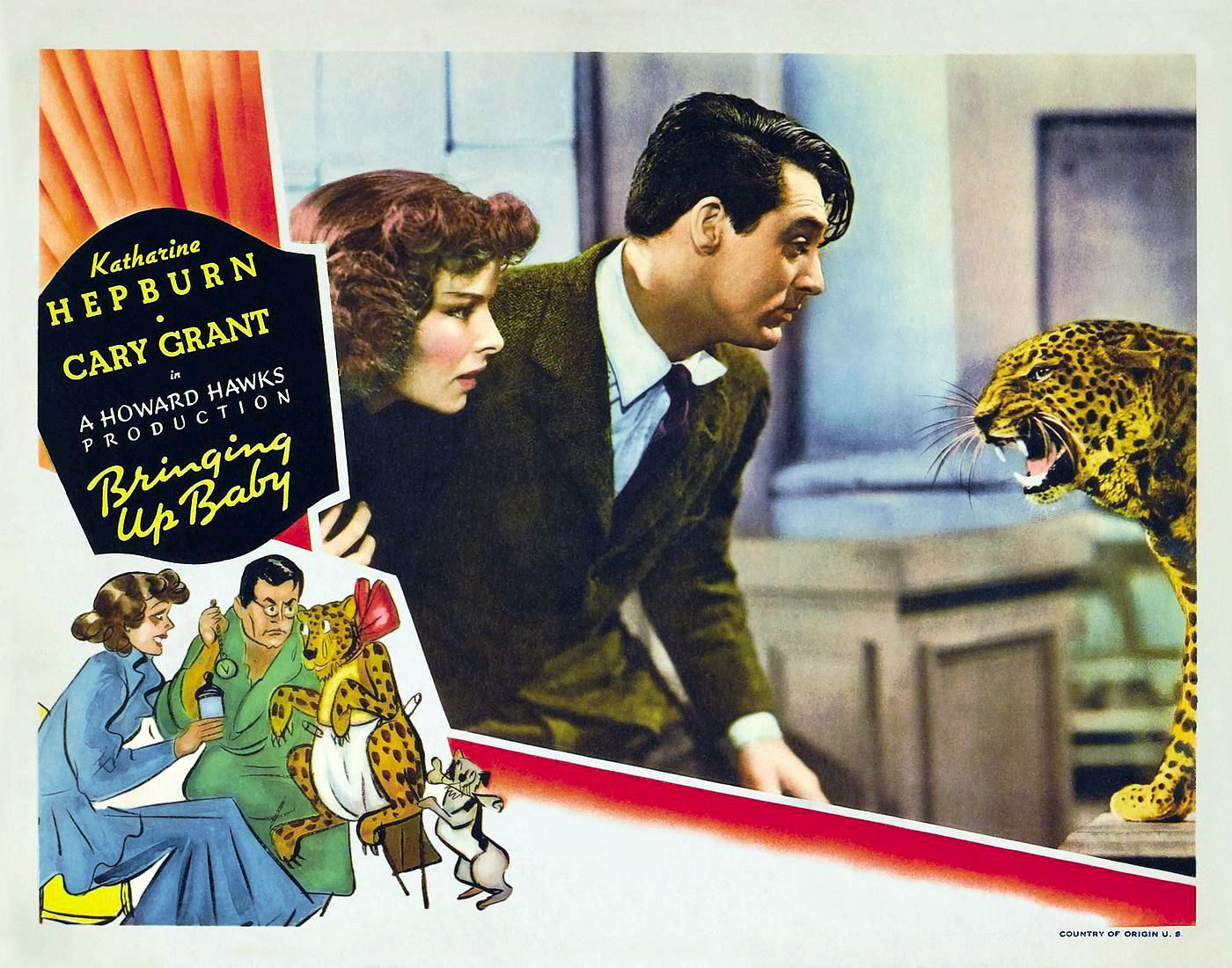
Katharine Hepburn werd als Box Office Poison bestempeld nadat ze optrad in een opeenvolgende reeks slecht verkopende films, waaronder Bringing Up Baby uit 1938.

Box Office Poison (vrij vertaald: 'gif voor de kaartverkoop') is een term uit de Amerikaanse film- en theaterwereld, die gebruikt wordt voor een bekende acteur of actrice die niet langer populair is bij het grote publiek. De term werd in 1938 geïntroduceerd. Sindsdien hebben diverse nieuwsbladen, tijdschriften en internetpagina's lijsten gepubliceerd met Box Office Poison.

## Oorsprong
De term werd op 3 mei 1938 in de Independent Film Journal geïntroduceerd in het artikel Dead Cats. Het is geschreven door bioscoopeigenaar Harry Brandt, de president van de Independent Theatre Owners Association of America. Het artikel bevat een lijst met diverse beroemde filmsterren die weinig mensen meer naar de bioscopen zouden trekken. Deze lijst werd in dezelfde maand ook gepubliceerd in tijdschriften als Variety en de Hollywood Reporter.

Among those players whose dramatical ability is unquestioned, but whose box-office draw is nil, can be numbered Greta Garbo, Marlene Dietrich, Mae West, Joan Crawford, Kay Francis, Norma Shearer, Luise Rainer, John Barrymore, Dolores del Río, Katharine Hepburn, Edward Arnold, and Fred Astaire.

In het artikel werden ook acteurs genoemd die hun "hoge salarissen terecht verdienen". Hiertoe behoren onder anderen Shirley Temple, Clark Gable, Gary Cooper, Bette Davis, Myrna Loy, William Powell, Jean Arthur, Spencer Tracy, Cary Grant en Carole Lombard. Brandt verzekerde dat filmstudio's deze sterren veilig konden casten, daar hun onbetwiste populariteit genoeg winst zou genereren om hun hoge salarissen te compenseren.